# لوتروبين ألفا
الاسم التجاري: لوفيريس Luverise
الجمعية الأمريكية لصيادلة النظام الصحي/Drugs.com
الفئة الدوائية: هرمون منشّط للجسم الأصفر
لوتروبين ألفا ، الذي يباع تحت الاسم التجاري لوفيريس ، هو دواء يستخدم لعلاج العقم عند النساء بسبب قصور الغدة النخامية.  يتم استخدامه مع فوليتروبين ألفا مع السيدات اللواتي لا يكون الكلوميفين فعالاً لديهم.   ويعطى عن طريق الحقن تحت الجلد. 
تشمل الآثار الجانبية الشائعة الصداع والغثيان وألم الثدي وألم البطن وكيسات المبيض.  قد تشمل الآثار الجانبية الأخرى جلطات الدم ومتلازمة فرط تحفيز المبيض والحمل المتعدد .   وهو شكل من أشكال الهرمون اللوتيني (LH) الذي يتم تصنيعه بواسطة تقنيات الحمض النووي المؤتلف . 
تمت الموافقة على استخدام لوتروبين ألفا للاستخدام الطبي في أوروبا في عام 2000.  في المملكة المتحدة تبلغ التكلفة حوالي 31 جنيهًا إسترلينيًا لكل 75 وحدة جرعة اعتبارًا من عام 2021.  وهو غير متوفر تجاريًا في الولايات المتحدة. 